# The Cactus Blossoms
The Cactus Blossoms is een Amerikaanse countryband bestaande uit de broers Page Burkum en Jack Torrey.

## Biografie
De twee broers werden geboren in Minneapolis, Minnesota. In 2011 verscheen het in eigen beheer opgenomen zelf-genaamde debuutalbum The Cactus Blossoms, in 2013 gevolgd door een livealbum genaamd Live in the Turf. Het tweede studioalbum You’re Dreaming verscheen in 2016 bij Red House Records, alwaar de broers in 2015 een contract tekenden. In 2019 hebben ze het derde studioalbum Easy Way uitgebracht. Dit album is geproduceerd door multi-instrumentalist Alex Hall samen met de beide broers Page en Jack. In februari 2022 verschijnt het vierde album One Day.

## Bezetting
- Page Burkum (gitaar & zang)
- Jack Torrey (gitaar & zang)

## Discografie

### Albums
| Album met eventuele hitnotering(en) in de Nederlandse Album Top 100 | Datum van verschijnen | Datum van binnenkomst | Hoogste positie | Aantal weken | Opmerkingen |
| ------------------------------------------------------------------- | --------------------- | --------------------- | --------------- | ------------ | ----------- |
| The Cactus Blossoms                                                 | 07-10-2011            | -                     | -               | -            |             |
| Live at the Turf Club                                               | 05-07-2013            | -                     | -               | -            | Livealbum   |
| You're Dreaming                                                     | 22-01-2016            | -                     | -               | -            |             |
| Easy Way                                                            | 01-03-2019            | -                     | -               | -            |             |
| One Day                                                             | 11-02-2022            | -                     | -               | -            |             |

### EP's
| Album met eventuele hitnotering(en) in de Nederlandse Album Top 100 | Datum van verschijnen | Datum van binnenkomst | Hoogste positie | Aantal weken | Opmerkingen |
| ------------------------------------------------------------------- | --------------------- | --------------------- | --------------- | ------------ | ----------- |
| Daytrotter Session                                                  | 09-08-2013            | -                     | -               | -            |             |
| If Not For You: Bob Dylan Songs, Vol. 1                             | 30-09-2022            | -                     | -               | -            |             |

### Singles
| Single met eventuele hitnotering(en) in de Nederlandse Top 40 | Datum van verschijnen | Datum van binnenkomst | Hoogste positie | Aantal weken | Opmerkingen     |
| ------------------------------------------------------------- | --------------------- | --------------------- | --------------- | ------------ | --------------- |
| You're Dreaming / Stoplight Kisses                            | 24-03-2015            | -                     | -               | -            |                 |
| Happy Man                                                     | 12-06-2020            | -                     | -               | -            |                 |
| Hey Baby                                                      | 03-12-2021            | -                     | -               | -            |                 |
| Everybody                                                     | 07-01-2022            | -                     | -               | -            | met Jenny Lewis |
| Is It Over                                                    | 04-02-2022            | -                     | -               | -            |                 |